# Gabú
Gabú  este un oraș  în  Guineea-Bissau, al treilea ca populație după Bissau și Bafatá. Este reședinta  regiunii Gabú.